# Rally de Cerdeña de 2019
El Rally de Cerdeña de 2019, oficialmente 16º Rally d'Italia Sardegna, fue la decimosexta edición y la octava ronda de la temporada 2019 del Campeonato Mundial de Rally. Se celebró del 13 al 16 de junio y contó con un itinerario de diecinueve tramos sobre tierra que sumaban un total de 310,52 km cronometrados. Fue también la octava ronda de los campeonatos WRC 2 y WRC 2 Pro y la tercera del JWRC.
Más de noventa equipos se inscribieron en la prueba, de los cuales diez participaban en el campeonato de constructores y correspondían a los equipos Citroën, Toyota, Hyundai y Ford. De los restantes, diez participaron en el WRC 2, cuatro en el WRC 2 Pro y once en el JWRC. Con Citroën partipaba el francés Sébastien Ogier líder del campeonato de pilotos con una ventaja de dos puntos sobre el estonio Ott Tänak, piloto de Toyota. Un poco más alejado y en tercera posición el belga Thierry Neuville de Hyundai con diez puntos por debajo de Ogier y ganador de la edición anterior del rally.
A pesar de liderar la prueba con amplia ventaja el estonio Ott Tänak cometió un error en el último tramo que le hizo perder mucho tiempo y caer a la quinta plaza de la clasificación. De esta manera el español Dani Sordo que marchaba en segunda posición obtuvo la victoria en Cerdeña, la primera de la temporada y la segunda en su trayectoria del WRC. La segunda plaza del podio fue para el finés Teemu Suninen y la tercera para el noruego Andreas Mikkelsen. En la categoría WRC 2 vencía el francés Pierre-Louis Loubet, segundo el polaco Kajenta Kajetanowicz, ambos con sendos Škoda Fabia R5 y tercero el rumano Simone Tempestini con un Hyundai i20 R5. En el WRC 2 Pro el triunfo fue para el finés Kalle Rovanperä de Škoda Motorsport, tercera consecutiva de la temporada, segundo su compañero de equipo Jan Kopecký y tercero Mads Østberg de Citroën. En la categoría júnior (JWRC) vencía el español Jan Solans, la primera en su carrera, por delante de los suecos Dennis Rådström y  Tom Kristensson, segundo y tercero respectivamente. 

## Lista de inscritos
| Num.                            | Piloto             | Copiloto           | Automóvil             | Equipo                  | Neumático | Categoría |
| ------------------------------- | ------------------ | ------------------ | --------------------- | ----------------------- | --------- | --------- |
| 1                               | Sébastien Ogier    | Julien Ingrassia   | Citroën C3 WRC        | Citroën Total WRT       | M         | WRC       |
| 3                               | Teemu Suninen      | Marko Salminen     | Ford Fiesta WRC       | M-Sport Ford WRT        | M         | WRC       |
| 4                               | Esapekka Lappi     | Janne Ferm         | Citroën C3 WRC        | Citroën Total WRT       | M         | WRC       |
| 5                               | Kris Meeke         | Sebastian Marshall | Toyota Yaris WRC      | Toyota Gazoo Racing WRT | M         | WRC       |
| 6                               | Dani Sordo         | Carlos del Barrio  | Hyundai i20 Coupe WRC | Hyundai Shell Mobis WRT | M         | WRC       |
| 8                               | Ott Tänak          | Martin Järveoja    | Toyota Yaris WRC      | Toyota Gazoo Racing WRT | M         | WRC       |
| 10                              | Jari-Matti Latvala | Miikka Anttila     | Toyota Yaris WRC      | Toyota Gazoo Racing WRT | M         | WRC       |
| 11                              | Thierry Neuville   | Nicolas Gilsoul    | Hyundai i20 Coupe WRC | Hyundai Shell Mobis WRT | M         | WRC       |
| 33                              | Elfyn Evans        | Scott Martin       | Ford Fiesta WRC       | M-Sport Ford WRT        | M         | WRC       |
| 89                              | Andreas Mikkelsen  | Anders Jæger       | Hyundai i20 Coupe WRC | Hyundai Shell Mobis WRT | M         | WRC       |
| 21                              | Mads Østberg       | Torstein Eriksen   | Citroën C3 R5         | Citroën Total           | M         | WRC2-Pro  |
| 22                              | Kalle Rovanperä    | Jonne Halttunen    | Škoda Fabia R5 Evo    | Škoda Motorsport        | M         | WRC2-Pro  |
| 23                              | Jan Kopecký        | Pavel Dresler      | Škoda Fabia R5 Evo    | Škoda Motorsport        | M         | WRC2-Pro  |
| 24                              | Gus Greensmith     | Elliott Edmondson  | Ford Fiesta R5        | M-Sport Ford WRT        | M         | WRC2-Pro  |
| 26                              | Martin Prokop      | Jan Tománek        | Ford Fiesta RS WRC    | MP-Sport                | M         | WRC       |
| 69                              | Juho Hänninen      | Tomi Tuominen      | Toyota Yaris WRC      | Tommi Mäkinen Racing    | M         | WRC       |
| Fuente: rallyitaliasardegna.com |                    |                    |                       |                         |           |           |

## Desarrollo

### Día 1 y 2
El primer día de carrera se celebró el shakedown donde Sébastien Ogier fue el más rápido y posteriormente en el primer tramo (Ittiri Arena Show) de dos kilómetros de longitud marcó el mejor tiempo situándose líder provisional de la carrera. En segunda posición Esapekka Lappi y tercero Ott Tának. Al día siguiente Teemu Suninen tomó el relevo del francés y fue el más rápido en los dos primeros tramos de la mañana, con una ventaja de diez segundos sobre el segundo clasificado Jari-Matti Latvala que le arrebata la posición a Elfyn Evans. Ogier cedía dieciséis segundo y caía a la décima plaza. En el cuarto tramo Tänak conseguía su primer scratch y ascendía a la tercera posición mientras que Latvala se colocaba primero. En el quinto tramo y antes del primer parque de asistencia, Lappi se hacía con el mejor tiempo y entraba en la zona de puntos, mientras que Suninen perdía ocho segundos y caía a la quinta plaza. Peor fortuna corría Ogier que rompía la suspensión de su C3 WRC y caía plaza cuarenta y cinco. En el WRC 2 lideraba Loubet, en el WRC 2 Pro Jan Kopecký en el campeonato júnior Dennis Rådström.
Por la tarde Teemu Suninen volvía a ser el más rápido y ya era tercero a 0,8 segundos de Dani Sordo y Tanak ambos en primera posición con el mismo tiempo. Neuville que perdía una posición en favor de Kris Meeke, conseguiría el mejor crono en el siguiente tramo, el único scratch que lograría en todo el rally. En el octavo tramo Sordo se haría con el mejor tiempo y con el liderato, mientras que Tanak cedía 4,7 segundos pero se mantenía tras el español en la clasificación. Mikkelsen lograría ser el más rápido en el último tramo de la jornada, y ascendía a la cuarta plaza, mientras que Suninen se colocaba segundo por delante de Tanak con solo 0,4 segundos de ventaja. En el WRC 2 Loubet ampliaba su ventaja sobre el ruso Gryazin, segundo clasificado, en el WRC 2 Pro, Rovanperä se hacía con el primer puesto por una ventaja de apenas medio segundo sobre Kopecký y en el JWRC Rådström continuaba al frente mientras que Jan Solans era tercero.

### Día 3
El tercer día de carrera Tänak dominaría por completo la prueba y no concedería ni un solo tramo a sus rivales. Tras ser el más rápido en las especiales de la mañana se hizo con el primer puesto, con Sordo segundo y Suninen tercero. En cuarta posición marchaba Evans tras robarle el puesto a Mikkelsen. Por la tarde las cosas no cambiarían a penas. Tänak amplió su ventaja hasta los veintiséis segundo, frente a Sordo que continuaba segundo. En el WRC 2, el japonés Takamoto Katsuta se hacía con el primer puesto, Rovanperä ampliaba su ventaja en el WRC 2 Pro y en el júnior Solans era segundo por detrás de Rådström, en cabeza con una ventaja de 4,4 segundos.

### Día 4
El cuarto y último día de carrera Andreas Mikkelsen sería el más rápido en los cuatro tramos que se disputaron, que transcurrieron sin apenas cambios en la clasificación general hasta que en el último tramo, Sassari - Argentiera 2 que era además el Power Stage, Tänak cometió un error a pocos kilómetros de la meta. Su Toyota Yaris quedó atrapado en una curva que le hizo perder más de dos minutos y con ello la victoria, cayendo a la quinta plaza final. Con todo el estonio saldría líder del campeonato con cuatro puntos de ventaja sobre Ogier. El francés fue cuatrigésimo primero pero sumó varios puntos al conseguir el segundo puesto en el power stage. Neuville que fue sexto reducía su desventaja en el campeonato y se mantenía en tercera posición con tres puntos menos que Ogier. Dani Sordo lograba así su segunda victoria en el campeonato del mundo, tras vencer en el Rally de Alemania de 2013. En el WRC 2 Loubet se adjudicaba la victoria tras el abandono de Takamoto por un incendio en su Ford Fiesta R5. En el WRC 2 Pro Rovanperä ganaba con comodidad y sumaba su tercer triunfo consecutivo en la categoría, mientras que en el campeonato júnior el español Jan Solans vencía finalmente tras ser el más rápido en las cuatro últimas especiales.

## Resultados

### Itinerario
| Día                      | Tramo | Nombre                               | Distancia | Ganador de la etapa | Automóvil             | Tiempo  | Líder de la general  |
| ------------------------ | ----- | ------------------------------------ | --------- | ------------------- | --------------------- | ------- | -------------------- |
| Día 1 (13 junio)         | —     | Olmedo (Shakedown)                   | 3.92 km   | Sébastien Ogier     | Citroën C3 WRC        | 3:00.0  | —                    |
| Día 1 (13 junio)         | SS1   | Ittiri Arena Show                    | 2.00 km   | Sébastien Ogier     | Citroën C3 WRC        | 2:00.7  | Sébastien Ogier      |
| Día 2 (14 junio)         | SS2   | Tula 1                               | 22.25 km  | Teemu Suninen       | Ford Fiesta WRC       | 18:45.0 | Teemu Suninen        |
| Día 2 (14 junio)         | SS3   | Castelsardo 1                        | 14.72 km  | Teemu Suninen       | Ford Fiesta WRC       | 11:05.4 | Teemu Suninen        |
| Día 2 (14 junio)         | SS4   | Tergu - Osilo 1                      | 14.14 km  | Ott Tänak           | Toyota Yaris WRC      | 9:12.7  | Jari-Matti Latvala   |
| Día 2 (14 junio)         | SS5   | Monte Baranta 1                      | 10.99 km  | Esapekka Lappi      | Citroën C3 WRC        | 8:17.4  | Jari-Matti Latvala   |
| Día 2 (14 junio)         | SS6   | Tula 2                               | 22.25 km  | Teemu Suninen       | Ford Fiesta WRC       | 18:24.9 | Ott Tänak Dani Sordo |
| Día 2 (14 junio)         | SS7   | Castelsardo 2                        | 14.72 km  | Thierry Neuville    | Hyundai i20 Coupe WRC | 10:52.8 | Ott Tänak Dani Sordo |
| Día 2 (14 junio)         | SS8   | Tergu - Osilo 2                      | 14.14 km  | Dani Sordo          | Hyundai i20 Coupe WRC | 8:53.2  | Dani Sordo           |
| Día 2 (14 junio)         | SS9   | Monte Baranta 2                      | 10.99 km  | Andreas Mikkelsen   | Hyundai i20 Coupe WRC | 7:58.4  | Dani Sordo           |
| Día 3 (15 junio)         | SS10  | Monte Lerno 1                        | 14.97 km  | Ott Tänak           | Toyota Yaris WRC      | 9:18.3  | Dani Sordo           |
| Día 3 (15 junio)         | SS11  | Monti di Alà 1                       | 28.21 km  | Ott Tänak           | Toyota Yaris WRC      | 16:58.3 | Dani Sordo           |
| Día 3 (15 junio)         | SS12  | Coiluna - Loelle 1                   | 28.03 km  | Ott Tänak           | Toyota Yaris WRC      | 18:10.6 | Ott Tänak            |
| Día 3 (15 junio)         | SS13  | Monte Lerno 2                        | 14.97 km  | Ott Tänak           | Toyota Yaris WRC      | 9:09.6  | Ott Tänak            |
| Día 3 (15 junio)         | SS14  | Monti di Alà 2                       | 28.21 km  | Ott Tänak           | Toyota Yaris WRC      | 16:31.8 | Ott Tänak            |
| Día 3 (15 junio)         | SS15  | Coiluna - Loelle 2                   | 28.03 km  | Ott Tänak           | Toyota Yaris WRC      | 17:49.0 | Ott Tänak            |
| Día 4 (16 junio)         | SS16  | Cala Flumini 1                       | 14.06 km  | Andreas Mikkelsen   | Hyundai i20 Coupe WRC | 8:48.4  | Ott Tänak            |
| Día 4 (16 junio)         | SS17  | Sassari - Argentiera 1               | 6.89 km   | Andreas Mikkelsen   | Hyundai i20 Coupe WRC | 4:59.0  | Ott Tänak            |
| Día 4 (16 junio)         | SS18  | Cala Flumini 2                       | 14.06 km  | Andreas Mikkelsen   | Hyundai i20 Coupe WRC | 8:34.8  | Ott Tänak            |
| Día 4 (16 junio)         | SS19  | Sassari - Argentiera 2 (Power Stage) | 6.89 km   | Andreas Mikkelsen   | Hyundai i20 Coupe WRC | 4:54.0  | Dani Sordo           |
| Fuente: ewrc-results.com |       |                                      |           |                     |                       |         |                      |

## Clasificación final
| Pos.      | Piloto               | Copiloto            | Automóvil             | Tiempo    | Diferencia | Puntos |
| WRC       | WRC                  | WRC                 | WRC                   | WRC       | WRC        | WRC    |
| --------- | -------------------- | ------------------- | --------------------- | --------- | ---------- | ------ |
| 1.        | Dani Sordo           | Carlos Del Barrio   | Hyundai i20 Coupe WRC | 3:32:27.2 | 0.0        | 25     |
| 2.        | Teemu Suninen        | Marko Salminen      | Ford Fiesta WRC       | 3:32:40.9 | +13.7      | 18     |
| 3.        | Andreas Mikkelsen    | Anders Jæger-Amland | Hyundai i20 Coupe WRC | 3:32:59.8 | +32.6      | 15 + 5 |
| 4.        | Elfyn Evans          | Scott Martin        | Ford Fiesta WRC       | 3:33:00.7 | +33.5      | 12 + 1 |
| 5.        | Ott Tänak            | Martin Järveoja     | Toyota Yaris WRC      | 3:33:57.3 | +1:30.1    | 10     |
| 6.        | Thierry Neuville     | Nicolas Gilsoul     | Hyundai i20 Coupe WRC | 3:34:43.9 | +2:16.7    | 8 + 3  |
| 7.        | Esapekka Lappi       | Janne Ferm          | Citroën C3 WRC        | 3:35:26.8 | +2:59.6    | 6      |
| 8.        | Kris Meeke           | Sebastian Marshall  | Toyota Yaris WRC      | 3:37:07.3 | +4:40.1    | 4      |
| 9.        | Kalle Rovanperä      | Jari Halttunen      | Škoda Fabia R5 Evo    | 3:40:51.8 | +8:24.6    | 2      |
| 10.       | Jan Kopecký          | Pavel Dresler       | Škoda Fabia R5 Evo    | 3:41:16.4 | +8:49.2    | 1      |
| 19.       | Jari-Matti Latvala   | Miikka Anttila      | Toyota Yaris WRC      | 3:53:03.2 | +20:36.0   | 0 + 2  |
| 41.       | Sébastien Ogier      | Julien Ingrassia    | Citroën C3 WRC        | 4:55:25.7 | +1:22:58.5 | 0 + 4  |
| WRC 2 Pro |                      |                     |                       |           |            |        |
| 1. (9.)   | Kalle Rovanperä      | Jari Halttunen      | Škoda Fabia R5 Evo    | 3:40:51.8 | 0.0        | 25     |
| 2. (10.)  | Jan Kopecký          | Pavel Dresler       | Škoda Fabia R5 Evo    | 3:41:16.4 | +24.6      | 18     |
| 3. (18.)  | Mads Østberg         | Torstein Eriksen    | Citroën C3 R5         | 3:49:50.4 | +8:58.6    | 15     |
| WRC 2     |                      |                     |                       |           |            |        |
| 1. (11.)  | Pierre-Louis Loubet  | Vincent Landais     | Škoda Fabia R5        | 3:43:40.2 | 0.0        | 25     |
| 2. (12.)  | Kajetan Kajetanowicz | Maciej Szczepaniak  | Škoda Fabia R5        | 3:44:21.9 | +41.7      | 18     |
| 3. (13.)  | Simone Tempestini    | Sergiu Itu          | Hyundai i20 R5        | 3:44:34.8 | +54.6      | 15     |
| JWRC      |                      |                     |                       |           |            |        |
| 1. (21.)  | Jan Solans           | Mauro Barreiro      | Ford Fiesta R2T       | 4:02:36.2 | 0.0        | 25     |
| 2. (22.)  | Dennis Rådström      | Johan Johansson     | Ford Fiesta R2T       | 4:02:51.1 | +14.9      | 18     |
| 3. (23.)  | Tom Kristensson      | Henrik Appelskog    | Ford Fiesta R2T       | 4:06:03.4 | +3:27.2    | 15     |